# Yuzuki Itō
Yuzuki Itō (jap. 伊藤 優津樹, Itō Yuzuki; * 7. April 1974 in der Präfektur Shizuoka) ist ein ehemaliger japanischer Fußballspieler.

## Karriere
Itō erlernte das Fußballspielen in der Schulmannschaft der Shizuoka Kita High School. Seinen ersten Vertrag unterschrieb er 1993 bei Shimizu S-Pulse. Der Verein spielte in der höchsten Liga des Landes, der J1 League. Für den Verein absolvierte er 42 Erstligaspiele. 1998 wechselte er zum Zweitligisten Kawasaki Frontale. 1998 wurde er mit dem Verein Vizemeister der Japan Football League. 1999 wurde er mit dem Verein Meister der J2 League. 2000 wurde er an den Ligakonkurrenten Consadole Sapporo ausgeliehen. 2000 wurde er mit dem Verein Meister der J2 League und stieg in die J1 League auf. Für den Verein absolvierte er 47 Spiele. 2002 kehrte er zu Kawasaki Frontale zurück. Für den Verein absolvierte er 18 Spiele. Ende 2004 beendete er seine Karriere als Fußballspieler.

## Erfolge
Shimizu S-Pulse
- J.League Cup

Sieger: 1996
Finalist: 1993